# Cao lan
Le cao lan est une langue taï-kadaï, parlée dans le nord du Viêt Nam.

## Répartition géographique
Les locuteurs du cao lan résident essentiellement dans les provinces de Tuyên Quang, de Bắc Kạn et de Thái Nguyên. Ils font partie d'une minorité officiellement reconnue, les Cao Lan-San Chây, qui regroupe en fait deux populations différentes. Les San Chây parlent une forme de chinois. De nombreux San Chây connaissent l'écriture chinoise qui est parfois aussi utilisée par des Cao Lan pour noter leur langue taï.

## Classification
Le tày tac appartient au sous-groupe des langues taï centrales, rattaché aux langues taï au sein de la famille taï-kadaï.

## Phonologie

### Une langue tonale
Le cao lan ne compte que cinq tons, un nombre peu élevé pour une langue taï. Deux des tons n'apparaissent que dans des syllabes se terminant par une consonne [p], [t] ou [k]. 
| Ton | Valeur | Exemple | Traduction   |
| --- | ------ | ------- | ------------ |
| 1   | 42     | phon⁴²  | pluie        |
| 2   | 31     | na³¹    | champ humide |
| 3   | 35     | hɛu³⁵   | dent         |
| 4   | 45     | pɔt⁴⁵   | poumon       |
| 5   | 34     | mot³⁴   | fourmi       |

## Sources
- (en) Kenneth J. Gregerson, Jerold A. Edmondson, 1998, Some puzzles in Cao Lan, dans S. Burusphat (éditeur) The International Conference on Tai Studies, pp. 151-164, Bangkok, Institute of Language and Culture for Rural Development, Mahidol University.